# Alfred Grünwald
Alfred Grünwald (Bécs, 1884. február 16. – New York, 1951. február 25.) operett-librettista.

## Élete
Bécsben nőtt fel egy kevésbé sikeres kalapkészítő, a Budapestről kivándorolt Moritz Grünwald (1845–1900) és Emma Donath gyermekeként. A reálgimnázium elvégzése után először egy szőrmeboltban helyezkedett el, de statisztaként és karénekesként is dolgozott bécsi színházakban, valamint egy bécsi színházi ügynökségnél. Már iskolásként írni kezdett, s hamarosan a Neue Wiener Journal tárcaírója és színkritikusa lett.
Emellett kisebb színpadi szkeccseket és egyfelvonásosokat írt kabaréknak, például az Intime Színháznak vagy a Ronacher-nek az 1890-es évek francia bohózatainak stílusában: Beim Zahnarzt, Bis hierher und nicht weiter! (1911). Már 1909-ben megírta első librettóját Julius Brammerrel Béla Laszky Elektra című egyfelvonásos parodisztikus operettjéhez, amelyet a Cabaret Fledermausban mutattak be. Ennek eredményeként évtizedekig tartó együttműködés alakult ki Brammerrel, amely csak az 1920-as évek végén szakadt meg. Ábrahám Pál és Oscar Straus operettjeihez Fritz Löhner-Beda-ban talált alkotótársat. Néhány alkalommal Gustav Beerrel és Ludwig Herzerrel közösen írt librettót és slágereket.
Az első világháború idején hadnagyként is kreatívan tevékenykedett, hazafias dalokhoz írt szövegeket.
Legsikeresebb alkotói korszaka a két világháború közötti időszak volt, az 1914 előtti századfordulós nosztalgiával. Ábrahám Pál, Leo Ascher, Joseph Beer, Brodszky Miklós, Willy Engel-Berger, Edmund Eysler, Leo Fall, Kálmán Imre, Maurice Lindemann, Lehár Ferenc, Paul Pallos, Rudolf Sieczyński, Oscar Straus és Robert Stolz zeneszerzőkkel együttműködve számos operett és sláger szövegét alkotta meg.
1930-ban az Akademiatheaterben mutatták be az Alexander Engellel közösen írt Die Prizessin und der Eistänzer című vígjátékát (január 8.). 1936-ban pedig az alkotópáros egy másik vígjátékát, Der Komplex der Frau Dodo címmel.
A 3:1 a szerelem javára című Ábrahám-operett fordításán Hans Weigellel dolgozott együtt. A német nyelvű premierre 1937. március 25-én Bécsben került sor.
Az 1938-as Anschluss után a Gestapo letartóztatta zsidó származása miatt. Amikor ideiglenesen elengedték, élt a lehetőséggel, és Párizsba menekült. Mivel Észak-Amerikában ismert volt sikeres színpadi műveiről, két évvel később feleségével, Mila Löwensteinnel és fiával Casablancán és Lisszabonon keresztül kivándorolhatott az Egyesült Államokba.
Der lachende Ehemann című operettjét már 1914-ben bemutatták a Broadwayn The Laughing Husband címmel, és 1930-ig további tíz műve került színpadra, amelyeknek ő írta a librettót. 1945. szeptember 6-án került bemutatásra a Mister Strauss Goes Boston című darabja a New Century Theatre-ben, amelyhez Robert Stolz írt zenét. Tizenkét előadás után azonban a darabot levették a repertoárról. Grünwald nem tudta megismételni a háború előtti sikereit, és ebben a sorsban osztozott vele a legtöbb operettszerző. Utolsó librettóját, amelyet Gustav Beerrel írt Kálmán Imre Arizona Lady operettjéhez, csak a halála után egy évvel mutatták be Bernben, miután Kálmán Imre fia, Charles befejezte apja befejezetlen művét.
Felesége Mila Löwenstein volt, aki 1953-ban Forest Hills-ben halt meg. Fia, Henry Grunwald 1987 és 1990 között az Egyesült Államok bécsi nagykövete volt.

## Emlékezete

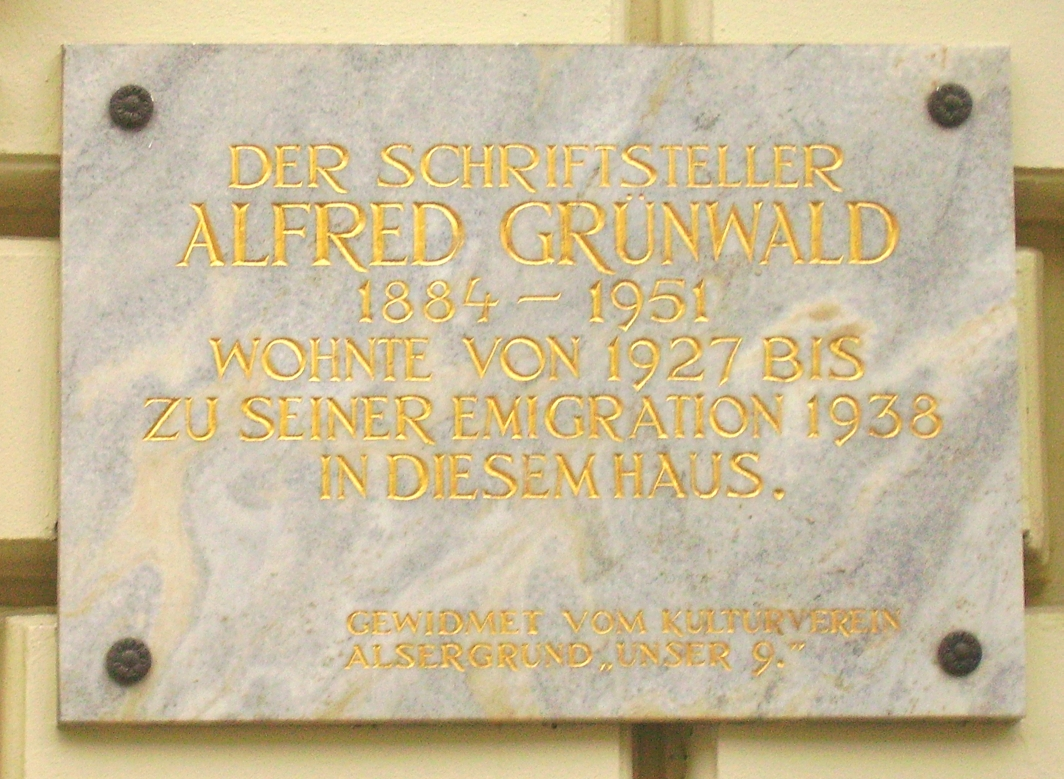
Emléktábla egykori bécsi házának falán

- 1989: Alfred-Grünwald-Park, Bécs Mariahilf kerületében
- 1989: Emléktáblájának felavatása egykori bécsi otthonának falán - Alsergrund, Kolingasse 4. (október 21.)

## Művei (válogatás)
| A mű eredeti címe                       | A mű címe magyarul             | Alkotótárs        | Zeneszerző        | Bemutató éve |
| --------------------------------------- | ------------------------------ | ----------------- | ----------------- | ------------ |
| Elektra                                 |                                | Julius Brammer    | Béla Laszky       | 1905         |
| Die lustigen Weiber von Wien            |                                |                   | Robert Stolz      | 1908         |
| Die Dame in Rot                         |                                | Julius Brammer    | Robert Winterberg | 1911         |
| Hoheit tanzt Walzer                     |                                | Julius Brammer    | Leo Ascher        | 1912         |
| Der lachende Ehemann                    |                                | Julius Brammer    | Edmund Eysler     | 1913         |
| Die ideale Gattin                       | A tökéletes feleség            | Julius Brammer    | Lehár Ferenc      | 1913         |
| Die schöne Schwedin                     |                                | Julius Brammer    | Robert Winterberg | 1915         |
| Die Kaiserin                            | A császárné                    | Julius Brammer    | Leo Fall          | 1916         |
| Die Rose von Stambul                    | Sztambul rózsája               | Julius Brammer    | Leo Fall          | 1916         |
| Bruder Leichtsinn                       |                                | Julius Brammer    | Leo Ascher        | 1917         |
| Das Sperrsechserl                       |                                | Julius Brammer    | Robert Stolz      | 1920         |
| Der letzte Walzer                       |                                | Julius Brammer    | Oscar Straus      | 1920         |
| Die Bajadere                            | A bajadér                      | Julius Brammer    | Kálmán Imre       | 1921         |
| Die Tangokönigin                        | A tangókirálynő                | Julius Brammer    | Lehár Ferenc      | 1921         |
| Die Perlen der Cleopatra                | Kleopátra gyöngyei             | Julius Brammer    | Oscar Straus      | 1923         |
| Mädi                                    |                                | Leo Stein         | Robert Stolz      | 1923         |
| Gräfin Mariza                           | Marica grófnő                  | Julis Brammer     | Kálmán Imre       | 1924         |
| Die Zirkusprinzessin                    | A cirkuszhercegnő              | Julius Brammer    | Kálmán Imre       | 1926         |
| Die golden'ne Meisterin                 |                                | Julius Brammer    | Edmund Eysler     | 1927         |
| Die Herzogin von Chicago                | A csikágói hercegnő            | Julius Brammer    | Kálmán Imre       | 1928         |
| Das Veilchen vom Montmarte              | A montmarte-i ibolya           | Julius Brammer    | Kálmán Imre       | 1930         |
| Viktoria und ihr Husar                  | Viktória                       | Fritz Löhner-Beda | Ábrahám Pál       | 1930         |
| Die Blume von Hawaii                    | Hawaii rózsája                 | Fritz Löhner-Beda | Ábrahám Pál       | 1931         |
| Ball im Savoy                           | Bál a Savoyban                 | Fritz Löhner-Beda | Ábrahám Pál       | 1932         |
| Eine Frau, die weiß, was sie will       |                                |                   | Oscar Strauss     |              |
| Venus in Seide                          |                                |                   | Robert Stolz      |              |
| Märchen im Grand-Hotel                  | Mese a Grand Hotelben          | Fritz Löhner-Beda | Ábrahám Pál       | 1934         |
| Dschainah, das Mädchen aus dem Tanzhaus | Dzsaniah - A lány a táncházból | Fritz Löhner-Beda | Ábrahám Pál       | 1935         |
| Polnische Hochzeit                      |                                | Fritz Löhner-Beda | Joseph Beer       | 1937         |
| Roxy und ihr Wunderteam                 | 3:1 a szerelem javára          | Hans Weigel       | Ábrahám Pál       | 1937         |
| Bozena                                  |                                | Julius Brammer    | Oscar Straus      | 1952         |

## Filmográfia
- 1919: Die Rose von Stambul

## Fordítás
- Ez a szócikk részben vagy egészben  az   Alfred Grünwald című német Wikipédia-szócikk ezen változatának fordításán alapul.  Az eredeti cikk szerkesztőit annak laptörténete sorolja fel. Ez a jelzés csupán a megfogalmazás eredetét és a szerzői jogokat jelzi, nem szolgál a cikkben szereplő információk forrásmegjelöléseként.